# Canal de Bourgidou
Le canal de Bourgidou est un petit canal qui relie Aigues-Mortes au Petit-Rhône.

## Histoire
Le Bourgidou pourrait être très ancien, peut-être avant Saint Louis. Il suit pour partie un ancien tracé du Rhône, lorsqu'il n'était pas "petit" et que la branche principale passait près de Saint-Gilles. Il reliait probablement dans sa partie amont le Vistre au Rhône, et reprenait ensuite l'un des tracés du "Rhône Vif", dont la limite entre les départements du Gard et des Bouches-du-Rhône suit encore le cours. Le décrochis de cette frontière est d'ailleurs un sujet d'étude à lui tout seul. Cela permet de comprendre pourquoi les Bouches-du-Rhône pénètrent sur 200m de large pendant 1 ou 2 km dans le Gard. 

## Administration
Structures administratives de rattachement: A.S.A. et DDAF Gard
Statut actuel : Déclassé
Raisons de sa construction: Drainer les marais d'Aigues-Mortes tout en offrant un débouché vers le Petit Rhône à la batellerie locale.
Compagnie concessionnaire à l'origine de sa création
(à voir)
Personnalités importantes ayant contribué à sa construction
Mis en service possiblement vers la même époque que le canal de Lunel, soit vers 1720)
Déclassé : le 9 août 1941.